# Gustave Millescamps
 (décembre 2016).
Si vous disposez d'ouvrages ou d'articles de référence ou si vous connaissez des sites web de qualité traitant du thème abordé ici, merci de compléter l'article en donnant les références utiles à sa vérifiabilité et en les liant à la section « Notes et références ».
Pour les articles homonymes, voir Millescamps.
Gustave Millescamps est un  historien et archéologue français né le 27 juillet 1827 à Versailles et mort le 7 mars 1891 à Paris.

## Biographie
Gustave Millescamps est le fils de Louis Théophile Millescamps, régent de la Banque de France.
Il réalise plusieurs fouilles archéologiques à Luzarches et ses environs.
En 1874, au Congrès international d'anthropologie de Stockholm, il expose une étude sur le cimetière de Caranda et sur la coexistence de l'usage des instruments de pierre avec ceux du bronze et du fer, en Gaule, jusqu'à l'époque mérovingienne.
Millescamps est membre de la Société d'anthropologie de Paris et du comité archéologique de Senlis.
Il était propriétaire du château de Chaumontel.

## Publications
- « Le cimetière de Caranda et la coexistence de l'usage des instruments de pierre avec ceux de bronze et de fer jusqu'à l'époque mérovingienne », dans Bulletins et mémoires de la Société d'anthropologie de Paris, IIe série, tome 9, 1874, p. 506-516 Lire en ligne.
- « Sur les silex taillés du cimetière franc de Caranda », dans Bulletins et mémoires de la Société d'anthropologie de Paris, IIe série, tome 10, 1875, p. 169-182.
- « Sur les monuments mégalithiques de Thimécourt, près Luzarches (Seine-et Oise) », dans Bulletins et mémoires de la Société d'anthropologie de Paris, IIe série, tome 11, 1876, p. 513-522.
- « Sur les Weddas de Ceylan, fragment d'une traduction du Standard », dans Bulletins et mémoires de la Société d'anthropologie de Paris, IIe série, tome 11, 1876, p. 11-14.
- Avec Alexandre Hahn, Fouilles et découvertes archéologiques de Luzarches, Seine-et-Oise, Tours, P. Bouserez, 1877.
- Constructions contemporaines de l'âge de pierre taillée, 1877.
- Album de la collection Caranda, 1878.
- « Sur des silex taillés et emmanchés de l'époque mérovingienne », dans Bulletins et mémoires de la Société d'anthropologie de Paris, IIIe série, tome 2, 1879, p. 743-748.
- Fonts baptismaux de Lassy, Seine-et-Oise, sans date, 6 p.

## Sources
- Piet Desmet, La linguistique naturaliste en France (1867–1922), Peeters Publishers, 1996.